# Chiesa di Santa Sofia (Malvasia)

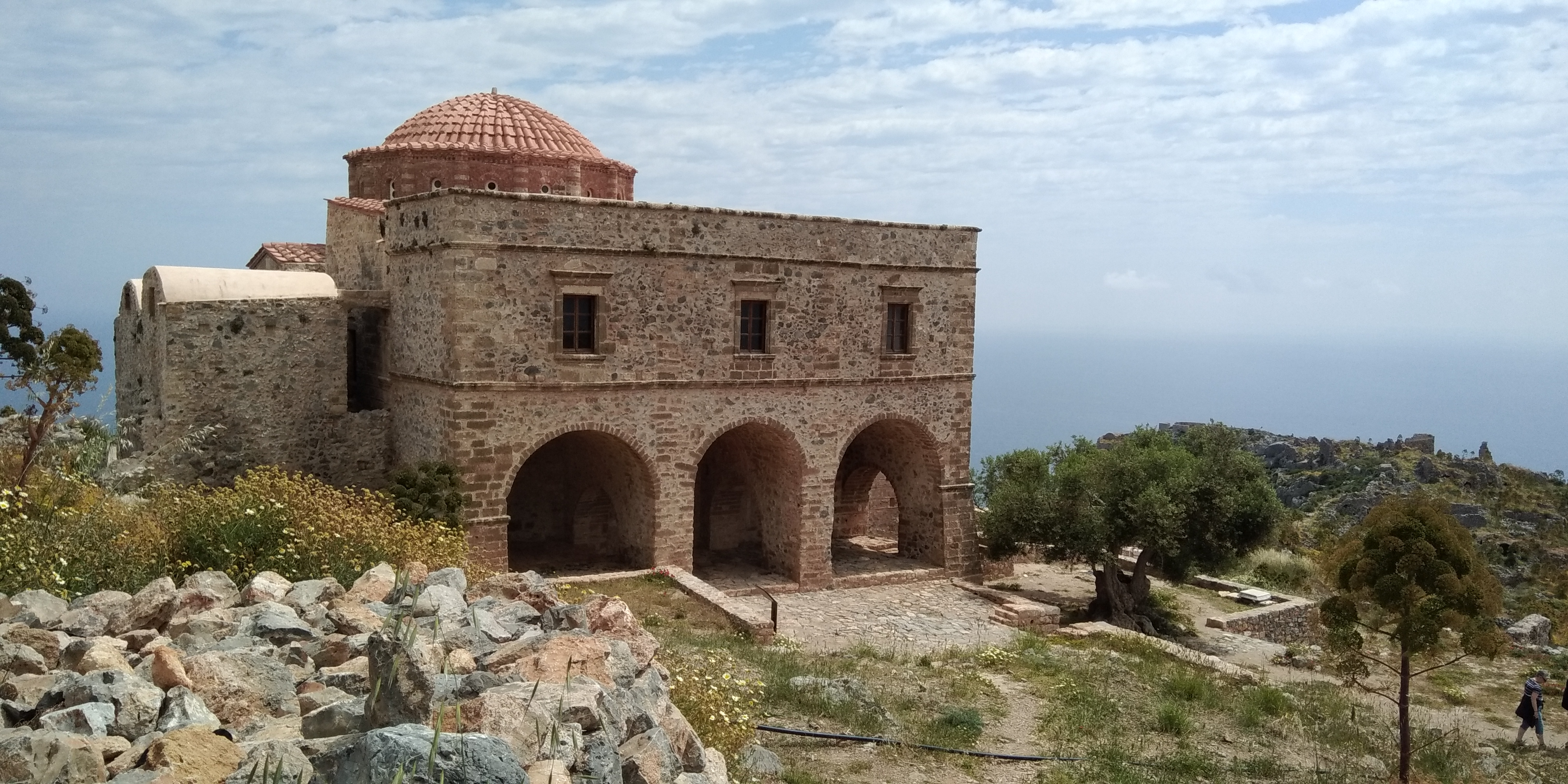
La chiesa di Santa Sofia a Malvasia

La chiesa di Santa Sofia è una chiesa nella città alta di Malvasia in Laconia, Peloponneso, Grecia.

## Storia
Fu fondata a metà dell'XI secolo dall'imperatore Andronico I Comneno, intorno al 1150, e la chiesa venne decicata alla Panagia Hodegetria. Durante il periodo veneziano, fu convertito in un convento cattolico. A quest'epoca risale l'aggiunta del nartece.
Dopo l'indipendenza della Grecia, fu dedicata alla saggezza di Dio, da cui il suo nome attuale. Il tempo e le guerre hanno causato gravi danni e fu restaurato a metà del XX secolo da Eustathios Stikas.